# خط ۵ متروی تبریز
خط ۵ متروی تبریز یکی از مسیرهای قطار شهری شبکه متروی تبریز می‌باشد. این مسیر میان دو شهر تبریز و سهند فعالیت خواهد کرد و در محل ایستگاه ۱۸ (نور) با خط یک دارای ایستگاه مشترک بوده و با عبور از مقابل کارخانه تراکتورسازی به سمت شهر جدید سهند ادامه خواهد یافت.
جابجایی مسافران در این مسیر از طریق تراموا انجام خواهد گرفت.